# Кумыш, Сергей Владиславович
Серге́й Владисла́вович Кумы́ш (род. 27 января 1985, Ленинград, СССР) — русский писатель, журналист, литературный критик, переводчик. Финалист журналистской премии «Золотое перо».

#### Биография
Сергей Кумыш родился и проживает в Санкт-Петербурге.
Публиковался в изданиях «Сноб», «Афиша Daily», «Port Magazine Russia», «Горький», «Русский пионер», Posta Magazine, «Профиль» и других.
Писал критические рецензии о современной литературе на «Фонтанке.ру».
Соавтор проекта о Великой Отечественной войне «Обелиск».
В 2012 и 2015 годах вёл авторский семинар по сторителлингу на кафедре режиссуры телевидения СПбГИКиТ.

#### Семья
Отец — Владислав Юрьевич Кумыш (Игумен Нестор, р. 1961) — основатель Нарвской Православной гуманитарной школы. 
Жена – Маргарита Алексеевна Кумыш (Сахно) – диктор, актриса дубляжа и закадрового озвучивания, ассистент по актерам, продюсер аудиокниг.

## Премии и награды
- 2012 — Лауреат литературной премии журнала «Русский пионер»[5]
- 2014 — Лонг-лист литературной премии «Ясная Поляна»[6].
- 2016 —  Финалист журналистской премии «Золотое перо»[7]
- 2024 — Лауреат литературной премии «Ясная Поляна» (за перевод книги «Сны поездов» Дениса Джонсона[англ.], номинация «Пропущенные шедевры»)

## Отзывы
В рассказах Сергея Кумыша – обыденные, в сущности, даже банальные житейские коллизии, рассказанные обыденными, в сущности, даже банальными словами; странным образом, однако, эта обыденность на грани банальности рождает тихую, грустную, но отчетливую музыку, читай – магию. Объяснимая странность, на самом-то деле. У Кумыша чистая и пристальная писательская оптика, он вглядывается в обыденность внимательно и сочувственно, – но еще и с почти религиозным уважением к той огромной тайне, которая незримо, но неоспоримо остается в обыденном, в простой повседневности человеческой жизни даже после самого пристального разглядывания. Александр Гаррос
Очень хорошая, светлая и ясная проза, со своей тонкой и точной интонацией, с правильным пониманием сущностных ценностей жизни. С той любовью (к жизни, к людям, к Небу), без которой не бывает искусства. Владислав Отрошенко